# Mychonia bityla
Mychonia bityla là một loài bướm đêm trong họ Geometridae.